# さちしお (潜水艦)
さちしお（ローマ字：JS Sachishio, SS-582）は、海上自衛隊の潜水艦。ゆうしお型潜水艦の10番艦。艦名は幸をもたらす潮の意の幸潮に由来する。

## 艦歴
「さちしお」は、中期業務見積りに基づく昭和60年度計画2,200トン型潜水艦8097号艦として、川崎重工業神戸工場で1986年4月11日に起工され、1988年2月17日に進水、1989年3月24日に就役し、第2潜水隊群第4潜水隊に編入され横須賀に配備された。
1990年8月8日から11月28日までの間、ハワイ派遣訓練に参加。
1993年1月18日から4月20日までの間、ハワイ派遣訓練に参加。
2003年3月4日、第2潜水隊群第6潜水隊（横須賀）に編入。
2006年4月14日、第6潜水隊の廃止とともに除籍された。